# Philocheras hamiltoni
Philocheras hamiltoni is een garnalensoort uit de familie van de Crangonidae. De wetenschappelijke naam van de soort is voor het eerst geldig gepubliceerd in 1971 door Yaldwyn.